# Gustav von Mevissen

Gustav Mevissen im Jahr 1848. Lithografie nach einer Zeichnung von Valentin Schertle.

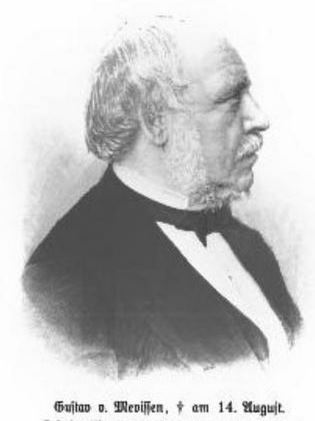
Gustav von Mevissen

Gustav Mevissen, seit 1884 Gustav von Mevissen (* 20. Mai 1815 in Dülken, Rheinprovinz; † 13. August 1899 in Godesberg), war ein deutscher Unternehmer und Politiker. Ausgehend von der Textilherstellung investierte Mevissen in den Eisenbahnbau und die Schwerindustrie. Als Gründer zahlreicher Banken, darunter der Darmstädter Bank für Handel und Industrie, sowie Versicherungen gehört er zu den Pionieren des deutschen Kredit- und Versicherungswesens. Als Politiker war er einer der führenden Vertreter des rheinischen Liberalismus. Mevissen gehörte dem Provinziallandtag der Rheinprovinz, dem Vereinigten Landtag, der Frankfurter Nationalversammlung und ab 1866 dem Preußischen Herrenhaus an.

## Familie und Ausbildung
Mevissen entstammte einer katholischen rheinischen Kaufmannsfamilie aus dem Umfeld der bereits in vorindustrieller Zeit bedeutenden Textilstadt Krefeld. Er war der Sohn von Gerhard Mevissen (1776–1843). Sein Vater war vom Gesellen zum Meister im Zwirngewerbe aufgestiegen, hatte 1798 eine Zwirnmühle erworben und sie um eine Garnhandlung ergänzt. Als Kaufmann und Fabrikbesitzer hatte er bereits Geschäftsbeziehungen im gesamten Rheinland. Im Jahr 1834 erweiterte der Vater die Geschäftstätigkeit noch durch den Erwerb einer Ölmühle. Seine Mutter war Catharina Elisabeth (geb. Gierlings). Der Vater war nicht nur Kaufmann, sondern auch an den geistigen Entwicklungen der Zeit interessiert. Seine Kinder erzog er daher im Geist von Johann Heinrich Pestalozzi. Zwischen 1828 und 1830 besuchte Mevissen in Köln zunächst das evangelische Gymnasium, später das katholische Marzellengymnasium sowie die höhere Bürgerschule bis zur Tertia. Obwohl er wissenschaftliches Interesse zeigte, trat er 1830 in den Betrieb seines Vaters ein und absolvierte dort eine kaufmännische Ausbildung. Daneben bildete er sich durch Lektüre selbst weiter. Auch Reisen nach Belgien, Frankreich und England zwischen 1836 und 1838 erweiterten den geistigen Horizont von Mevissen.
Mevissen heiratete 1846 Elise Leiden. Mit seiner Frau hatte er fünf Töchter, darunter die spätere Frauenrechtlerin Mathilde von Mevissen. Nach elfjähriger Ehe starb seine Frau im Jahr 1857. Im Jahr 1860 heiratete Mevissen seine Schwägerin Therese Leiden.

## Wirtschaftlicher Aufstieg

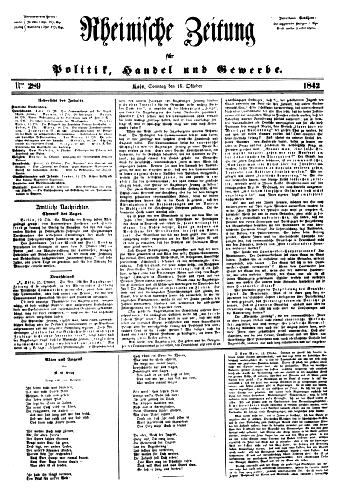
Rheinische Zeitung aus dem Oktober 1842

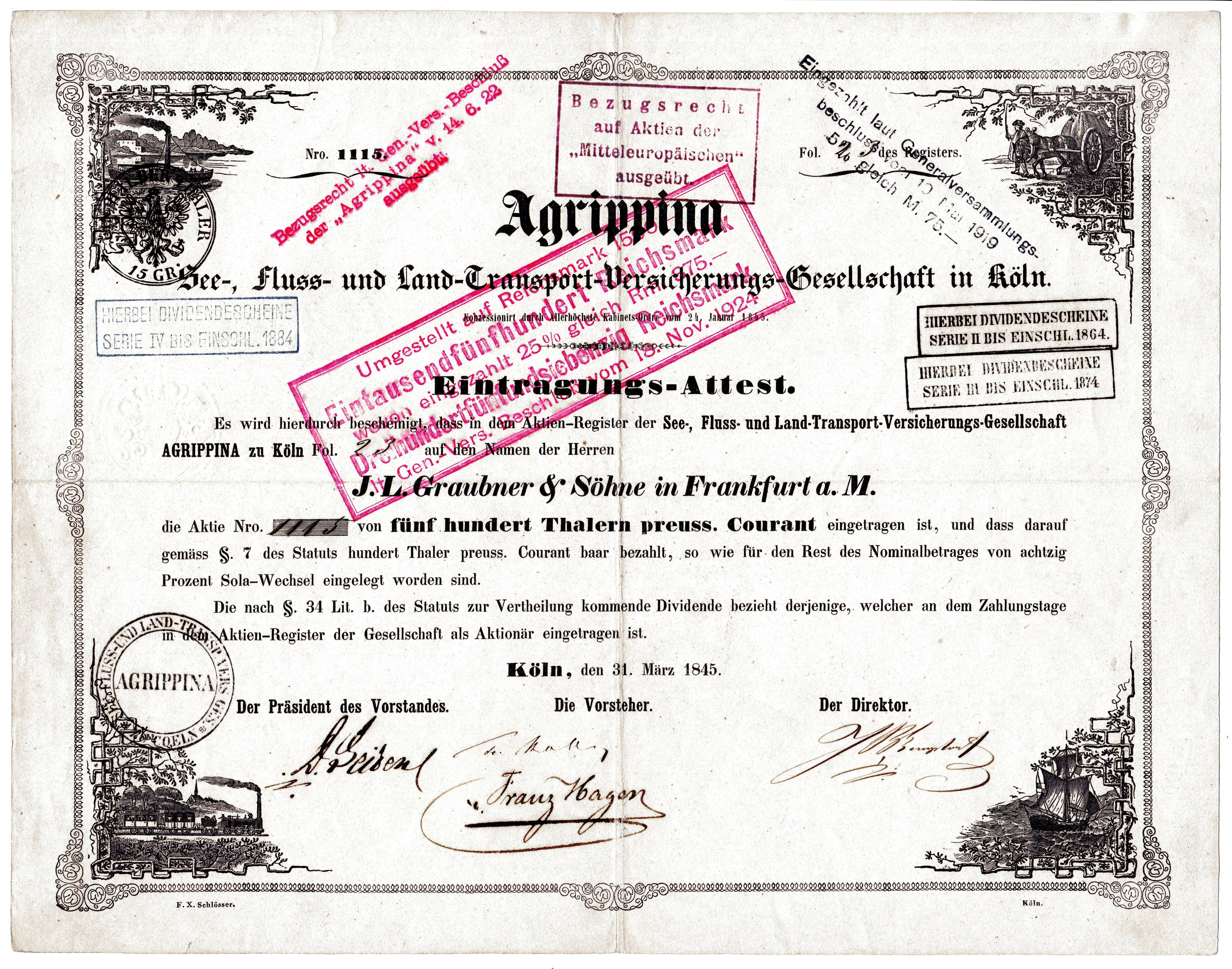
Aktie der „Agrippina See-, Fluss- und Landtransport-Versicherungs-Gesellschaft“ vom 31. März 1845

1834 übernahm Mevissen die Leitung der väterlichen Ölmühle und war noch im gleichen Jahr Mitgründer des Kölner Allgemeinen Organs für Handel und Gewerbe. Vier Jahre später wurde er Teilhaber der Deutsch-Englischen Dampfschiffahrtsgesellschaft und im Folgejahr auch Teilhaber der väterlichen Zwirnfabrik, in der er sich zunächst die Geschäftsleitung mit seiner Schwester Wilhelmine teilte. 1839 war er Mitgründer der Rheinischen Allgemeinen Zeitung.
1841 zog Mevissen nach Köln. Dort gründete er mit einem Kompagnon eine Großhandlung für Textilien. Nach der Heirat seiner Schwester übernahm sein Schwager Franz Wilhelm Koenigs weitgehend das Geschäft in Dülken, während Mevissen seinen Lebens- und Geschäftsschwerpunkt nach Köln verlegte. Zu den ersten Geschäften, an denen er sich beteiligte, gehörte 1842 die Gründung der Rheinischen Zeitung zusammen mit Ludolf Camphausen und anderen. Dabei mischten sich wirtschaftliches Streben und politische Ziele. Mevissen veröffentlichte in dem von Karl Marx als Redakteur geprägten Blatt selbst einige Artikel. Der preußische Staat verbot die Zeitung aber bereits 1843.
Obwohl die Textilindustrie Kern seiner Unternehmen blieb, war er in einer Vielzahl von Branchen tätig, insbesondere in der Transport- und Schwerindustrie, dem Versicherungswesen und dem Bankgeschäft. Bereits in den 1830er Jahren sprach sich Mevissen für die Gründung von Aktiengesellschaften etwa zur Finanzierung mechanisierter Flachsgarnspinnereien, in den frühen 1840er-Jahren auch für Bergbauunternehmen und Banken aus. Er stieß damit allerdings zunächst auf den Widerstand der preußischen Bürokratie.
1843 wurde Mevissen Direktionsmitglied der Rheinischen Eisenbahn-Gesellschaft, von 1844 bis zu ihrer Verstaatlichung 1880 war er deren Präsident. Seit der 1846/47 erfolgten Gründung des Vereins deutscher Eisenbahnverwaltungen, der sich insbesondere um technische Standards und die Vereinheitlichung von Betriebsabläufen der vielen Privat- und Staatsbahnen verdient machte und Lobbyarbeit bei den Regierungen leistete, übernahm Mevissen auch in der gemeinsamen Verbandsarbeit der deutschen Eisenbahnen eine einflussreiche Rolle.
1845 war Mevissen an der Gründung der See-, Fluß- und Landtransportversicherungsgesellschaft Agrippina beteiligt. Im April 1848 wurde Mevissen zum Direktor der Kölner Filiale der Darlehenskasse berufen. Im September 1848 war er als vom preußischen Staat eingesetzter Staatskommissar maßgeblich an der Rettung des Schaaffhausen’schen Bankvereins und dessen Umwandlung in eine Aktiengesellschaft beteiligt. Mevissen wurde erster Direktor der Gesellschaft, 1857 wechselte er in deren Aufsichtsrat, dem er bis 1875 angehörte. Unter Mevissens Leitung beteiligte sich das Kreditinstitut weiter an der Finanzierung der entstehenden Industrie. So war er seit 1856 an der Erschließung der Siegerländer Erzvorkommen beteiligt.

## Mevissen als Politiker

### Mevissen und der rheinische Liberalismus
Politisch wurde Mevissen zunächst stark vom süddeutschen Liberalismus um Karl von Rotteck, aber auch von anderen rheinischen Liberalen beeinflusst. Im Jahr 1835 schrieb er sogar eine „Ode an Rotteck“. Zwei Jahre später entwarf er, beeinflusst von David Hansemanns Schrift Preußen und Frankreich, eine Eingabe an den Regierungspräsidenten gegen die hohen Klassensteuern. Im politischen und geschäftlichen Kontakt mit weiteren rheinischen Liberalen wie Ludolf Camphausen und Hermann von Beckerath entwickelte sich Mevissen zu einem führenden Vertreter des rheinischen Liberalismus. Diese Spielart des Liberalismus gründete ihr Selbstverständnis, insbesondere in Abgrenzung gegenüber dem preußischen Adel, nicht zuletzt auf dem Aufstieg der Industrie. Mevissen äußerte 1840: „Die Industrie ist zur selbstständigen Macht erstarkt [… dank], dieser neuen sozialen Macht“. In Deutschland müsse es „unleugbar einer neuen Ära auch politisch entgegen“ gehen. „Denn wo die Industrie als Macht stark ist, da ist auch politische Kraft und Freiheit.“
1844 wurde Mevissen Mitglied der Handelskammer in Köln; von 1856 bis 1860 war er deren Präsident. Mevissens wirtschaftspolitische Äußerungen entsprachen dabei nicht immer der von der Mehrheit der Handelskammer vertretenen Forderung nach Freihandel, sondern eher den Gedanken von Friedrich List. Zwar stand er der Gründung des Deutschen Zollvereins positiv gegenüber, befürwortete aber in stärkerem Maße Schutzzölle und staatliche Interventionen. Daneben forderte er stärkere sozialpolitische Maßnahmen ein. Während der nicht zuletzt durch den Aufbau von Überkapazitäten ausgelösten Gründerkrise in der zweiten Hälfte der 1870er Jahre forderte Mevissen eine aktive Wirtschaftspolitik des Staates etwa durch öffentliche Investitionen.
Das Drängen nach einer Liberalisierung des politischen Systems ging dabei einher mit der Furcht vor einer Revolution der Unterschichten. Im Jahr 1845 schrieb Mevissen: „[…] dass die Zahl der Proletarier in allen Staaten der Gegenwart in einer höchst beunruhigenden Progression steigt: Die drohende Woge der rächenden Zukunft [wälzt sich] näher und näher auf das lebende Geschlecht.“ Für Mevissen ging die eigentliche soziale Gefahr dabei nicht von den noch wenigen Industriearbeitern, sondern von den vom Pauperismus bedrohten ländlichen Unterschichten aus. Er folgerte daraus, dass die Gesellschaft auch aus diesem Grund einer tiefgreifenden Reform bedürfe. Eine wachsende Industrie, auch gefördert durch staatliche Wirtschaftspolitik, könne langfristig Wohlstand zur Bekämpfung der Armut schaffen. Um seine sozialpolitische Position umzusetzen, beteiligte er sich 1844/45 aktiv an der Arbeit des Centralvereins für das Wohl der arbeitenden Klassen. Zur Durchsetzung wirtschafts- und sozialpolitischer Reformen war für Mevissen eine preußische Verfassung eine notwendige Voraussetzung. Auch deshalb stand diese Frage für Mevissen in den 1840er Jahren im Zentrum der politischen Tätigkeit.
Während andere rheinische Liberale den Druck der unteren Schichten unter anderem durch ein Zensuswahlrecht abwehren wollten, sprach sich Mevissen für gleiche politische Rechte aus. „Nur dann, wenn das fortschreitende Bedürfnis nach Gleichheit aller in den staatlichen und sozialen Formen angemessene Befriedigung findet, ist eine friedliche Entwicklung der heutigen Gesellschaft […] möglich.“ Hans-Ulrich Wehler bezeichnet Mevissen als Exponenten eines aufgeklärten Sozialliberalismus, der mit seinen Forderungen in dieser Hinsicht weiter ging als andere Vertreter des rheinischen Liberalismus. Seit den 1840er Jahren war Mevissen Mitglied und Gründer mehrerer sozialer und karitativer Vereine. Für die Mitarbeiter seiner Unternehmen richtete er Witwen-, Waisen-, Invaliden- und Krankenkassen ein und erbaute Krankenhäuser. 1879 wurde Mevissen auch zum finanziellen Förderer des Historikers Karl Lamprecht. Mit ihm und anderen Bürgern gründete er 1881 die Gesellschaft für Rheinische Geschichtskunde. Auf seine Initiative geht die Gründung der Städtischen Handelshochschule Cöln im Jahr 1901 zurück, für die er durch Errichtung einer Stiftung mit anderen Bürgern seit 1879 um finanzielle Unterstützung warb. Seine fast 15.000 Bücher umfassende Bibliothek vermachte er nach seinem Tode der Stadt Köln. Heute befinden sich diese Bücher in der Universitäts- und Stadtbibliothek Köln.

### Politisches Wirken im Vormärz
In der praktischen politischen Tätigkeit begann Mevissen seit der Mitte der 1840er Jahre stärker hervorzutreten. So war er 1845 an der Vorbereitung zweier Petitionen zugunsten einer allgemeinen Volksrepräsentation, Pressefreiheit, der Forderung nach öffentlichen Tagungen des Provinziallandtages sowie für die Emanzipation der jüdischen Bevölkerung beteiligt. Er überging das Gebot der Geheimhaltung der Verhandlungen des Provinziallandtages durch die Mitarbeit an der Zusammenstellung und illegalen Verbreitung der Verhandlungsergebnisse des Landtages von 1845. Mevissen schrieb über den Erfolg der Schrift an seinen Schwager „Meine letzte Publikation den Landtag betreffend wird begierig gelesen und fast verschlungen.“
Im Jahr 1846 wurde er Mitglied des Rheinischen Provinziallandtags. Seine oppositionelle Haltung führte dazu, dass der Staat ihm 1847 die Zustimmung zu einem Amt als städtischer Beigeordneter verweigerte. Im gleichen Jahr wurde Mevissen für den Wahlkreis Gladbach, zu dem auch sein Heimatort Dülken gehörte, zum Mitglied im preußischen Vereinigten Landtag gewählt. Obwohl die preußischen Behörden zuerst erneut versucht hatten, seine Bestätigung zu verweigern, konnte er sein Mandat antreten. Der Vereinigte Landtag war nach dem Staatsschuldengesetz von 1820 nötig geworden, damit der preußische Staat eine Anleihe für den Bau der Preußischen Ostbahn, einer Eisenbahn von Berlin nach Königsberg, geben konnte. Obwohl der preußische König durch die Organisation des Vereinigten Landtags statt des erhofften frei gewählten Parlaments nur eine Ständeversammlung konstituiert hatte, wurde das Zusammentreten des Landtags von liberalen und demokratischen Politikern aus ganz Deutschland mit Spannung erwartet. Im Vereinigten Landtag wurden dann auch die rheinischen Liberalen um Mevissen und Hansemann zu den Wortführern, die persönliche Freiheitsrechte, Pressefreiheit und Unabhängigkeit der Richter einforderten. Mevissen trug maßgeblich dazu bei, dass die rheinischen Liberalen und die zumeist adeligen Liberalen aus den östlichen Provinzen eine gemeinsame Linie fanden. Während die meisten liberalen Abgeordneten aus den östlichen Provinzen nur protestieren und sich der Versammlung verweigern wollten, waren die Rheinländer bereit, im Rahmen des Vereinigten Landtags zu verhandeln, um politische Ergebnisse zu erreichen. Diese Linie setzte sich weitgehend durch, auch um den Preis der Ablehnung der Anleihe, von der gerade die beiden liberalen Lager wirtschaftlich profitiert hätten. Mevissen schrieb an seine Frau über die Ziele: „Eine mächtige, erhabene und unverletzliche Krone, verantwortliche Minister, ein freies mitratendes und mittatendes Volk.“
Wie auch in den Provinziallandtagen waren die Verhandlungen des Vereinigten Landtages nicht öffentlich. Auf teilweise konspirative Weise sorgte Mevissen dafür, dass die Presse und insbesondere die Kölnische Zeitung mit Berichten über die Debatten versorgt wurde. Während der Tagungen spielten die rheinischen Liberalen eine wichtige Rolle. Ein Abgeordneter schrieb etwa an Johann Jacoby: „Die Rheinländer allerdings bekunden viel parlamentarisches Talent, und die Redner unter ihnen, namentlich Beckerath, Hansemann und Mevissen dürften sich den besten Rednern Englands und Frankreichs an die Seite stellen, wenigstens was die Auffassung und Durchführung ihrer Aufgabe betrifft.“ Zusammen mit Rudolf von Auerswald und Georg von Vincke arbeitete Mevissen ein Positionspapier aus, dessen Kernaussage war, dass der Vereinigte Landtag auf Grund früherer Gesetze ein Recht auf regelmäßige Einberufungen habe. Immerhin 138 Abgeordnete unterschrieben diese Erklärung. Camphausen verweigerte sich dem, weil er auf den Weg der Petition an den König setzte. Im weiteren Verlauf der Verhandlungen geriet Mevissen dann in die Defensive. „Die letzten Tage hier sind nicht ohne heißen Kampf gewesen, und namentlich habe mit einem kleinen Häufchen Getreuer, mit 31 gegen 418, mich gestern auf der Bresche befunden.“ Durch seine Tätigkeit im Vereinigten Landtag hatte sich Mevissen einen Namen als eine führende Persönlichkeit des liberalen Lagers in Deutschland profiliert. Daher wurde er von Hansemann zur Heppenheimer Tagung eingeladen, traf dort aber aus Versehen einen Tag zu spät ein.

### Politisches Handeln zu Beginn der Revolution von 1848/49

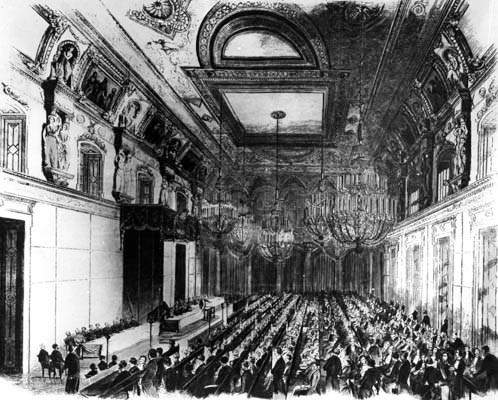
Eröffnung des zweiten Vereinigten Landtages (1848)

Die Nachrichten über Unruhen während der ersten Tage der Märzrevolution haben Mevissen stark beunruhigt. Auch in Köln wurden die führenden Liberalen von den Ereignissen überrascht. Am 3. März 1848 kam es zu einer Demonstration vor dem Kölner Rathaus, dabei wurden Forderungen nach politischen Reformen im demokratischen Sinne laut. Mevissen machte darin „Spuren einer communistischen Bewegung (aus, die sich) sehr drohend und unverhüllt gezeigt“ habe. Noch sei diese nicht gefährlich, sie könne dies aber werden, wenn nicht rasch der Weg von Reformen eingeschlagen werde. Mevissen und andere Abgeordnete äußerten zwar ihre Abscheu über die Unruhen, verlangten aber auch die sofortige Wiedereinberufung des Vereinigten Landtages, um das Verfassungswerk zu vollenden. Auch zur Heidelberger Versammlung der 51 war Mevissen eingeladen worden, folgte dieser aber aus Furcht vor weiteren Unruhen nicht. Stattdessen lud er die rheinischen Abgeordneten zur Erörterung der Lage nach Bonn ein. Die dortigen Beratungen zeigten zwar erhebliche Differenzen zwischen einerseits Hansemann und Mevissen, die einen entschiedeneren Weg einschlagen wollten, und andererseits Camphausen. Der von diesem durchgesetzte Beschluss hatte aber keine praktische Wirkung, weil der Siebenerausschuss mit der Einberufung des Vorparlaments bereits neue Fakten geschaffen und auch die Revolution auf den Straßen von Wien und Berlin ihn obsolet gemacht hatte. Die führenden rheinischen Liberalen reisten nach Berlin ab. Vor allem Mevissen und Beckerath setzten alles daran, den kurz zuvor ernannten Ministerpräsidenten Adolf Heinrich von Arnim-Boitzenburg zum Rücktritt zu bewegen und ein liberales Ministerium zu etablieren. Nur einen Tag nach seiner Ankunft schrieb Mevissen an seine Frau: „Nach sechsstündiger schwerer Geburt ist soeben ein Ministerium Camphausen ins Leben getreten.“ Es war nicht zuletzt Mevissen zu verdanken, dass auch die radikaleren Liberalen diesen Kurs zunächst mittrugen. In die Konstituierungsphase der neuen Regierung platzte die Nachricht vom Zusammenbruch der Schaafhausener Bank. Mevissen befürchtete eine Gefahr für die Kreditfähigkeit des gesamten Staates und drängte Finanzminister Hansemann und Camphausen mit Erfolg zu staatlichen Interventionen. Abgesehen von Hilfen für die Bank, der er im Anschluss als Staatskommissar vorstand, setzte Mevissen direkte Hilfen für von der Wirtschaftskrise betroffene Unternehmen durch.
Während der zweiten Sitzungsperiode des Vereinigten Landtages im Jahr 1848 setzte Mevissen sich gegen das Zensuswahlrecht ein. Er war der Meinung, dass die „Agitation im Land […] nur dann aufhören würde, wenn das allgemeine Stimmrecht ohne Einschränkung gegeben wird.“ Diese Position setzte sich sowohl bei der Wahl zur preußischen wie auch bei der deutschen Nationalversammlung weitgehend durch.

### Wirken in der Frankfurter Nationalversammlung

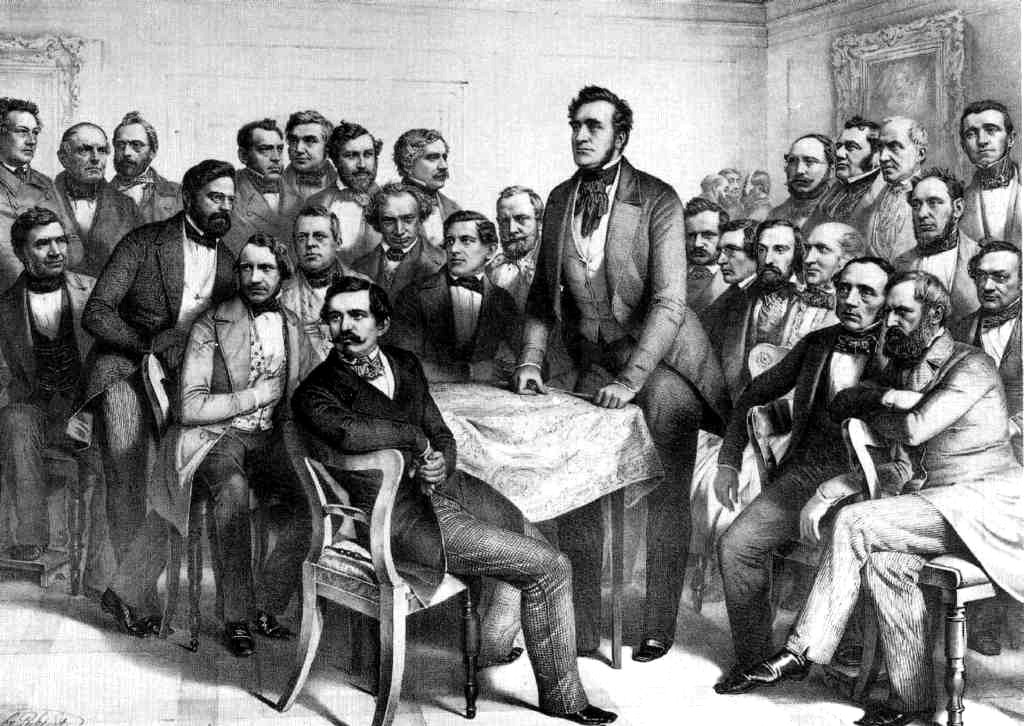
Die Casino-Fraktion der Nationalversammlung. Lithografie „Club de Casino“ von Friedrich Pecht, 1849.

Mevissen selbst strebte ein Mandat für die Frankfurter Nationalversammlung an. Im Rheinland scheiterte dieser Versuch allerdings. Dabei spielten Vorbehalte von streng katholischer Seite offenbar eine Rolle. Mit Hilfe des in Siegen ansässigen Industriellen Gustav Mallinckrodt gelang ihm allerdings ein Sieg „mit glänzender Majorität“ im Wahlkreis Siegen-Olpe-Wittgenstein. Zu seinem Stellvertreter wurde der Feudinger Pfarrer Friedrich Christian Vogel gewählt. Bei seinem Wahlsieg kam ihm zugute, dass die Interessen der Siegerländer Eisenfabrikanten mit denen von Mevissen übereinstimmten. Nach seiner Wahl versprach er in ihrem Sinne zu handeln. Außerdem kündigte er an „nach Kräften mitzuwirken an dem großen Werk der Wiedergeburt eines einigen und mächtigen Deutschland, dass der Nation im Inneren freie Entwicklung aller materiellen und geistigen Kräfte, nach außen eine würdevolle Selbstständigkeit verbürge.“
Vom 18. Mai 1848 bis zum 21. Mai 1849 war Mevissen Mitglied der Frankfurter Nationalversammlung. Er war Mitgründer der liberalen Casino-Fraktion. In dem von Johann Gustav Droysen formulierten Beschluss wurde Mevissen neben Heinrich von Gagern unter denjenigen aufgeführt, die mit der Vorbereitung, Leitung, Berufung usw. vertraut sind. Mevissen befürwortete die Einrichtung einer provisorischen Zentralgewalt (Reichsregierung) und die Wahl von Erzherzog Johann von Österreich zum Reichsverweser (eine Art vorläufiger Monarch). Durch diese Entscheidungen hoffte er, die Republikaner in die Defensive zu treiben. Nach dem Ende der Regierung Camphausen versuchte Mevissen diesen letztlich vergeblich für eine verantwortliche Position in der Zentralgewalt zu gewinnen. Dagegen stellte er sich selbst der neuen Regierung zur Verfügung. Vom 9. August bis zum 5. September 1848 war Mevissen als Unterstaatssekretär des Reichsministeriums für Handel Teil der provisorischen Zentralgewalt. Mevissen stellte bald fest, dass seine Einflussmöglichkeiten, aber auch die der gesamten Regierung sehr begrenzt waren. Er gab den Posten auf, als ihm die Leitung des Schaaffhausen’schen Bankvereins angetragen wurde. Nach der Entlassung des Kabinetts Auerswald-Hansemann bemühte sich Mevissen bei einer Reise nach Berlin vergeblich um die Einsetzung eines weiteren liberalen Kabinetts für Preußen.
In der Nationalversammlung gehörte er sowohl dem Volkswirtschaftlichen Ausschuss als auch der Kommission zur Vorbereitung des Empfangs des Reichsverwesers an. Dem Volkswirtschaftlichen Ausschuss legte er eine Denkschrift zur Zentralisierung des deutschen Bankensystems vor. Sein Tätigkeitsschwerpunkt hatte sich allerdings auf die Leitung des Bankvereins verlagert. Wohl auch daher stellte er keine Anträge in der Nationalversammlung und trat auch nicht als Redner im Plenum auf.
Im Dezember 1848 begrüßte er, wie viele gemäßigte Liberale, den Staatsstreich des preußischen Königs Friedrich Wilhelm IV., der die preußische Nationalversammlung aufgelöst und eine Verfassung oktroyiert hatte. Ein Hauptgrund dabei war die Sorge, dass die politische Revolution sich in eine soziale verwandeln könnte. Mevissen begrüßte den „kühnen Schritt des Königs“, da er den Zeitpunkt für gekommen hielt, „wo alle Männer von politischem Einfluss [auf dem] neugeschaffenen Rechtsboden […] die hereindrängende Anarchie bekämpfen müssen.“
In der Frage nach dem künftigen Staatsoberhaupt stimmte Mevissen für ein erbliches Reichsoberhaupt und die Wahl von Friedrich Wilhelm IV. zum Kaiser der Deutschen. Entsprechend votierte er auch am 28. März 1849 in der Nationalversammlung. Nachdem der preußische König aber die Kaiserwürde abgelehnt hatte, sah Mevissen die politische Zukunft düster, wie er am 28. April 1849 schrieb. „Die politischen Aussichten werden trüber und trüber, und wenn die Dinge so fortgehen, wie in den letzten acht Tagen, stehen wir plötzlich in der allertiefsten Reaktion mit Aussicht auf eine nicht lange ausbleibende neue Revolution.“ Nach dem Beginn der Reichsverfassungskampagne sah Mevissen die Politik der Nationalversammlung endgültig als gescheitert an. „Unsere Aufgabe, die friedliche Reform, ist, wenn nicht gelöst, doch beendet. Wir können bei dem weiteren Verlaufe nichts als passive Zuschauer abgeben.“ Zusammen mit 64 anderen Abgeordneten der Casinofraktion trat Mevissen am 21. Mai 1849 aus der Nationalversammlung aus.

### Politik nach der Revolution
Im Juni 1849 nahm Mevissen an der Gothaer Versammlung der Erbkaiserlichen teil und trat dabei vergeblich für eine Kritik an den Regierungen ein, die die Paulskirchenverfassung abgelehnt hatten. Erneut für die Kreise Olpe, Siegen und Wittgenstein gehörte Mevissen 1850 dem Erfurter Unionsparlament an. Ab 1866 war er zunächst als Vertreter von Köln Mitglied des Preußischen Herrenhauses. Im Herrenhaus gehörte er der altliberalen Richtung an. Politischen Einfluss behielt Mevissen darüber hinaus als Mitglied des preußischen Staatsrates, des Volkswirtschaftsrates und als Berater von Wilhelm I. Insgesamt jedoch hatte sich Mevissen nach dem Scheitern der Revolution von 1848/49 aus der aktiven Politik weitgehend zurückgezogen. Stattdessen wandte er sich wieder verstärkt seiner gewerblichen Tätigkeit zu. „Wie die Dinge [angesichts] der totalen Ohnmacht […] in den politischen Fragen [liegen], glaube ich, dass die materiellen Interessen die einzige Stelle bilden, von wo aus eine bessere Zukunft sich gestalten mag.“
Gleichwohl blieb er seinen liberalen Überzeugungen treu und äußerte sich dementsprechend. Nach der Gründung des deutschen Kaiserreichs kritisierte er etwa die „allmächtige“ Position von Otto von Bismarck.

## Gründerphase nach der Revolution

Gustav von Mevissen

Im wirtschaftlichen Aufschwung des Rheinlands und der angrenzenden Bergbaureviere im Rahmen der industriellen Revolution in Deutschland gehörte Mevissen zu den arrivierten Investoren, die, oft die Gesellschaftsform der Aktiengesellschaft nutzend, das Wachstum der rheinisch-westfälischen Region in den Bereichen Transport, Handel und Schwerindustrie vorantrieben. Viele der Projekte betrieb Mevissen gemeinsam mit anderen Investoren aus Köln, darunter insbesondere mit der Bankiersfamilie Oppenheim. Im Oktober 1849 war Mevissen unter den Gründern des Kölner Bergwerksvereins und wurde im gleichen Jahr Mitglied des Aufsichtsrats der Kommanditgesellschaft für Bergbau und Hüttenbetrieb. 1852 beteiligte er sich an der Gründung des Hörder Bergwerks- und Hütten-Vereins und einer Flachsspinnerei in Düren. Im Folgejahr war er Mitgründer einer Vielzahl schwerindustrieller Betriebe. Dazu gehörten der Eschweiler Bergwerks-Verein, die Alsdorf-Hoengener Kohlenbergwerksgesellschaft und die Massener Gesellschaft für Kohlenbergbau, sowie eine mechanische Flachsspinnerei in Dülken und die Kölnische Baumwollspinnerei und -weberei. 1855 folgte die Gründung der Kölnischen Maschinenbau AG. Ein Jahr später wurde er Vorsitzender des Verwaltungsrats des von ihm mitgegründeten Köln-Müsener Bergwerksvereins.
Geprägt von seinen Erfahrungen mit dem Schaaffhausen’schen Bankverein, wurde Mevissen neben seinen industriellen Unternehmen einer der wesentlichen Pioniere im Bereich der Finanzdienstleistungen. 1853 expandierte Mevissen in den aufstrebenden Bereich der Versicherungen. Er gründete die Kölnische Rückversicherungs-Gesellschaft (heute: General Reinsurance AG) und vereinigte zwei 1851 gegründete Versicherungen 1853 zur Concordia-Versicherung (heute: Axa über die Colonia) mit einem Aktienkapital von zehn Millionen Talern. Im gleichen Jahr schuf er zusammen mit Abraham Oppenheim wegen der günstigeren Gesetzeslage im Großherzogtum Hessen und nicht in Preußen die Darmstädter Bank für Handel und Industrie mit einem Aktienkapital von 15 Millionen Talern. Eine Gründung in Frankfurt war am Widerstand der Rothschilds gescheitert, die in der modernen Aktienbank eine gefährliche Konkurrenz sahen. Diese Befürchtung bestand nicht zu Unrecht, sah Mevissen doch auch darin ein Ziel, ein „korporatives Gegengewicht gegen die Alleinherrschaft der Rothschildschen Geldmacht zu schaffen.“ Die Darmstädter Bank gilt als der eigentliche Prototyp der deutschen Aktienbanken. 1855 gründete er die Kölner Privatbank sowie die Münchner Bank für Süddeutschland und 1856 erneut zusammen mit Oppenheim die Internationale Bank von Luxemburg zunächst als internationale Notenbank, die sich aber bald zu einer Kreditanstalt wandelte. 1871 folgte schließlich noch die Beteiligung an der Gründung der Süddeutschen Bodenkreditbank und der Mainzer Süddeutschen Immobilienbank.
In Anerkennung seiner Erfahrungen und Leistungen als Textilunternehmer gehörte Mevissen seit den 1850er Jahren der internationalen Jury für Leinenindustrie bei den Weltausstellungen an. Am 4. September 1884 wurde er in Berlin mit Diplom vom 23. September 1884 in Schloss Brühl in den preußischen Adelsstand erhoben. Damit verbunden war ein erblicher Sitz im Preußischen Herrenhaus. Außerdem erhielt er den Titel eines Geheimen Kommerzienrats sowie in den Jahren 1885 und 1895 Ehrendoktorwürden der Universität Bonn. Die Ehrenbürgerwürde der Stadt Köln wurde Gustav von Mevissen am 25. April 1895 verliehen. Am 23. Dezember 1897 benannte die Stadt Köln die Straße, die vom Riehler Platz zum Rhein verläuft, nach Mevissen. Ebenso ist seit dem 26. März 1929 eine am Siegener Giersberg gelegene Straße nach ihm benannt. Er war Mitglied der Gesellschaft Deutscher Naturforscher und Ärzte.
Gustav von Mevissen wurde auf dem Kölner Melaten-Friedhof beigesetzt.

## Werke
- Über Flachshandspinnerei auf dem linken Rheinufer des Regierungsbezirks Düsseldorf. [nach 1830].
- Holland als Handelsvermittler rheinischer Produkte. 1839.
- Denkschrift betreffend die Errichtung einer Handelsakademie in Köln. Köln 1879.